# فهرست دودمان‌های تاریخ چین

گاه‌شمار تاریخ چین

فهرستی از دودمان‌ها و حکومت‌های چینی در طول تاریخ چین به شرح زیر است:
| #  | نام دودمان                  | به چینی             | سال‌های حکمفرمایی           |
| -- | --------------------------- | ------------------- | -------------------------- |
| ۱  | سه شهریار و پنج خاقان       | 三皇五帝            | قبل از ۲۰۷۰ پیش از میلاد   |
| ۲  | دودمان شیا                  | 夏                  | ۲۰۷۰ تا ۱۶۰۰ پیش از میلاد  |
| ۳  | دودمان شانگ                 | 商                  | ۱۶۰۰ تا ۱۰۴۶ پیش از میلاد  |
| ۴  | دودمان ژو غربی              | 西周                | ۱۰۴۶ تا ۷۷۱ پیش از میلاد   |
| ۵  | دودمان ژو شرقی              | 東周 / 东周         | ۷۷۰ تا ۲۵۶ پیش از میلاد    |
| ۶  | دودمان های بهار و پاییز     | 春秋                | ۷۷۱ تا ۴۷۶ پیش از میلاد    |
| ۷  | عصر دولت‌های جنگ‌طلب          | 戰國 / 战国         | ۴۷۵ تا ۲۲۱ پیش از میلاد    |
| ۸  | دودمان چین                  | 秦                  | ۲۲۱ تا ۲۰۶ قبل از میلاد    |
| ۹  | امپراتوری هان غربی          | 西漢 / 西汉         | ۲۰۶ پ. م تا ۶ بعد از میلاد |
| ۱۰ | دودمان شین                  | 新                  | ۹ تا ۲۳ بعد از میلاد       |
| ۱۱ | دودمان هان شوان             | 汉代的延续          | ۲۳ تا ۲۵ بعد ازمیلاد       |
| ۱۲ | امپراتوری هان شرقی          | 東漢 / 东汉         | ۲۵ تا ۲۲۰ بعد از میلاد     |
| ۱۳ | سه امپراتوری                | 三國 / 三国         | ۲۲۰ تا ۲۶۵ بعد از میلاد    |
| ۱۴ | دودمان جین غربی             | 西晉 / 西晋         | ۲۶۵ تا ۳۱۷ بعد از میلاد    |
| ۱۵ | دودمان جین شرقی             | 東晉 / 东晋         | ۲۶۵ تا ۴۶۰ بعد از میلاد    |
| ۱۶ | سلسله‌های شمالی و جنوبی      | 南北朝              | ۴۲۰ تا ۵۸۹ بعد از میلاد    |
| ۱۷ | دودمان سوئی                 | 隋                  | ۵۸۱ تا ۶۱۸ بعد از میلاد    |
| ۱۸ | دودمان تانگ                 | 唐                  | ۶۱۸ تا ۹۰۷ بعد از میلاد    |
| ۱۹ | دوره پنج سلسله و ده پادشاهی | 五代十國 / 五代十国 | ۹۰۷ تا ۹۶۰ بعد از میلاد    |
| ۲۰ | سونگ شمالی                  | 北宋                | ۹۶۰ تا ۱۱۲۷ میلادی         |
| ۲۱ | سونگ جنوبی                  | 南宋                | ۱۱۲۷ تا ۱۲۲۹ میلادی        |
| ۲۲ | دودمان لیائو                | 遼 / 辽             | ۹۱۶ تا ۱۱۲۵ میلادی         |
| ۲۳ | دودمان کین                  | 金                  | ۱۱۱۵ تا ۱۲۳۴ میلادی        |
| ۲۴ | دودمان یوآن                 | 元                  | ۱۲۷۱ تا ۱۳۶۸ میلادی        |
| ۲۵ | دودمان مینگ                 | 明                  | ۱۳۶۸ تا ۱۶۴۴ میلادی        |
| ۲۶ | دودمان چینگ                 | 清                  | ۱۶۴۴ تا ۱۹۱۱ میلادی        |